# Autichamp
Autichamp település Franciaországban, Drôme megyében. Lakosainak száma 152 fő (2022. január 1.). Autichamp La Répara-Auriples, Chabrillan, Divajeu és La Roche-sur-Grane községekkel határos.

## Népesség
A település népességének változása:
| Lakosok száma | 114  | 115  | 117  | 135  | 133  | 124  | 121  | 124  | 133  | 152  |
|               | 1968 | 1982 | 1990 | 2006 | 2013 | 2015 | 2017 | 2019 | 2020 | 2022 |